# 帕索-德印第奧斯縣

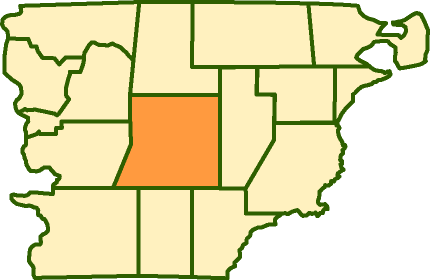

43°51′S 69°2′W / 43.850°S 69.033°W
帕索-德印第奧斯縣（西班牙語：Departamento Paso de Indios），是阿根廷的縣份，位於該國中部丘布特省，首府設於帕索德印第奧斯，面積22,300平方公里，2010年人口1,867，人口密度每平方公里0.1人。